# Coniopteryx (Holoconiopteryx) drammonti
Coniopteryx (Holoconiopteryx) drammonti is een insect uit de familie van de dwerggaasvliegen (Coniopterygidae), die tot de orde netvleugeligen (Neuroptera) behoort. 
Coniopteryx (Holoconiopteryx) drammonti is voor het eerst wetenschappelijk beschreven door Rousset in 1964.